# Pierre Georges Jeanniot

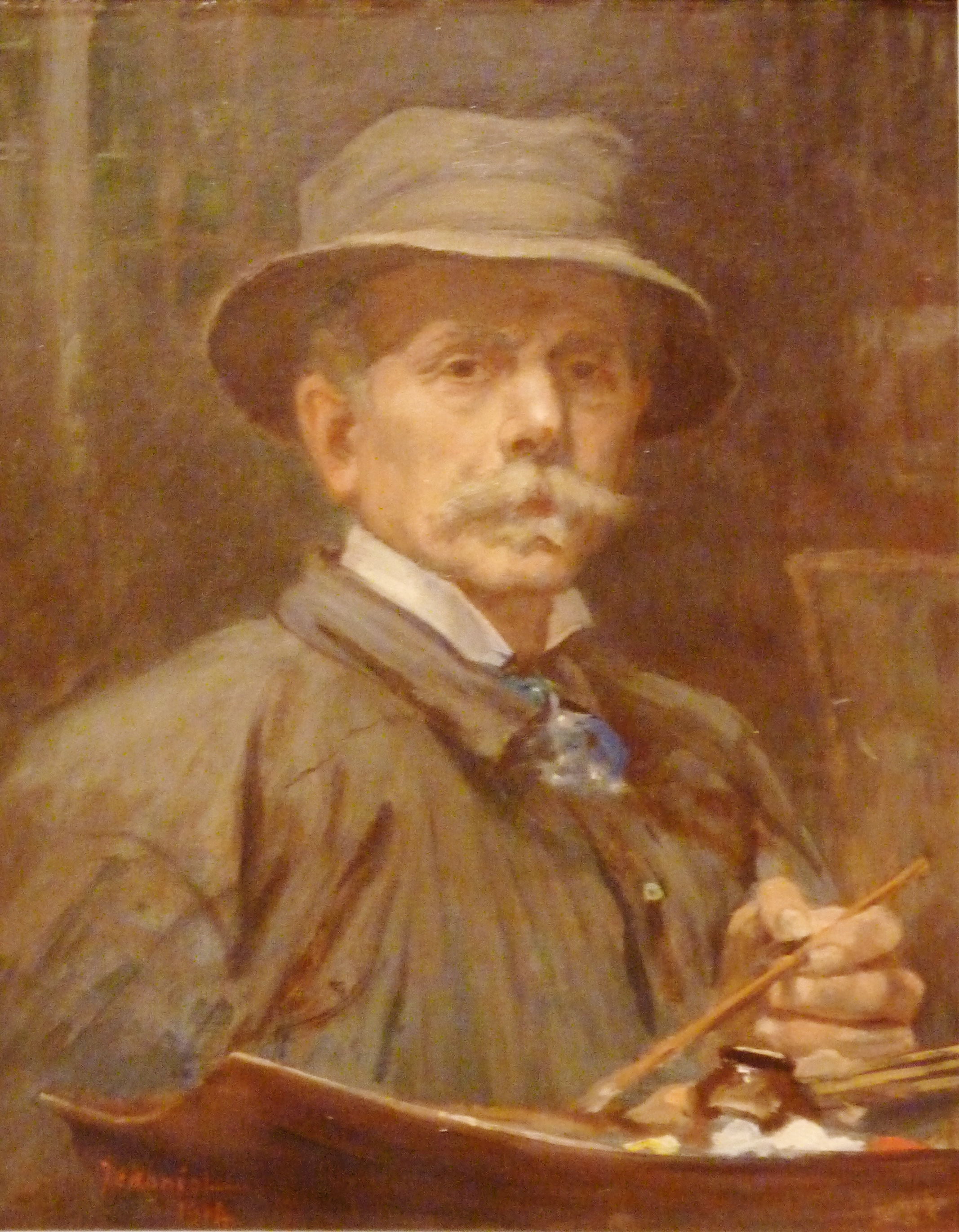
Pierre Georges Jeanniot, självporträtt från omkring 1910.

Pierre Georges Jeanniot, född den 2 juli 1848 i Genève, död den 9 januari 1934 i Paris, var en fransk målare och raderare.
Pierre Georges Jeanniot var son och elev till den franskfödde landskaps- och porträttmålaren Pierre Alexandre Jeanniot. Han började med att ställa ut landskap som Skogsinteriör (1872). Kända verk av hans hand är Reservisternas ankomst (1882), La Signe de feu (1886, museet i Pau), Vieux ménage (1890, museet i Alès),  Les femmes (1896, Luxembourgmuseet), La présentation (Petit Palais, Paris 1902), La Grand-Mine (museet i Toulouse). Därtill kommer många porträtt. Hans många raderingar (kallnål med mera) handlar bland annat om soldatlivet; han illustrerade Victor Hugos Les Misérables (med raderingar i hundratal) och Octave Mirbeau med flera författares verk.